# Булгурлу
Булгурлу (на турски: Bulgurlu) е един от 33-те квартала в район Юскюдар, разположен от азиатската страна на Босфора в Истанбул, Турция.
Булгурлу е един от най-населените квартали на Юскюдар и граничи с улица Кючюкчамлъджа на запад, улица Ючпънарлар на юг и анадолската магистрала O-4, на изток с квартал Намък Кемал и на север с улица Булгурлу. Хълмът Кючюк Чамлъджа, една от най-важните зони за отдих в Истанбул, също е в този квартал. Историческата баня Булгурлу е създадена през 17 век и все още работи.

## История
Името на Булгурлу, което също се споменава като Буркуллу, Бургулу, Буркурлу и Бургурлу в източниците, твърдението, че името му идва от български имигранти, заселили се в района след Априлското въстание от 1876 г., не е широко прието.
Името на областта, занимаваща се със земеделие през 16 век, трябва да произлиза от булгур. От друга страна, историци като Решат Екрем Кочу твърдят, че истинското име на хълма Кючюк Чамлъджа е планина Булгурлу и името Кючюк Чамлъджа е дадено на хълма по-късно.
Смята се, че името Булгурлу е дадено от османския султан след война, която се води тук.
В книгата на Джулия Пардо „Красотите на Босфора“, издадена в Лондон през 1838 г., името на Булгурлу се споменава като Планината на Булгурлу и планината Булгурлу (Булгурлу планина, хълм) и съдържа информация от две страници за Булгурлу. В книгата има и снимка на Булгурлу от това време.

## Транспорт
До Булгурлу може да се стигне с обществен транспорт от Истанбул. Има станция Булгурлу-Либадийе на линия M5 от истанбулското метро.

## Туристически атракции
- Телевизионна радио кула Кючюк Чамлъджа
- Баня Булгурлу – завършена през 1618 г.